# Bundesvision Song Contest
Bundesvision Song Contest var en TV-sänd sångtävling i Tyskland mellan 2005 och 2015, startad av Stefan Raab. Tävlingen var baserad på Eurovision Song Contest, engelska Eurovision Song Contest, och anordnades mellan 16 av Tysklands förbundsländer. Målet var att producera sånger med text på tyska, vilket minst 50 % av sångerna måste ha.

## Bundesvision Song Contest 2005
Arrangörsplats:  König-Pilsener-Arena, Oberhausen, Nordrhein-Westfalen, 12 februari 2005
| Placering | Representerat Förbundsland          | Deltagare                        | Melodi                             | Poäng |
| --------- | ----------------------------------- | -------------------------------- | ---------------------------------- | ----- |
| 1         | Hessen                              | Juli                             | Geile Zeit                         | 159   |
| 2         | Schleswig-Holstein                  | Fettes Brot                      | Emanuela                           | 130   |
| 3         | Berlin                              | sido                             | Mama ist stolz                     | 113   |
| 4         | Niedersachsen                       | Mousse T. & Emma Lanford         | Right About Now                    | 85    |
| 5         | Baden-Württemberg                   | Apocalyptica feat. Marta Jandová | Wie weit                           | 77    |
| 6         | Sachsen                             | De Randfichten                   | Jetzt geht die Party richtig los   | 71    |
| 7         | Thüringen                           | Clueso                           | Kein Bock zu geh'n                 | 63    |
| 8         | Brandenburg                         | Virginia Jetzt!                  | Wahre Liebe                        | 54    |
| 9         | Hamburg                             | Samy Deluxe                      | Generation                         | 44    |
| 10        | Saarland                            | Klee                             | Gold                               | 37    |
| 11        | Bremen                              | Lukas Hilbert                    | Kommt meine Liebe nicht bei dir an | 31    |
| 12        | Bayern                              | Slut                             | Why Pourquoi (I Think I Like You)  | 17    |
| 13        | Sachsen-Anhalt                      | Jansen & Kowalski                | Mamacita                           | 15    |
| 14        | Mecklenburg-Vorpommern              | Deichkind                        | Electric Super Dance Band          | 12    |
| 15        | Nordrhein-Westfalen Rheinland-Pfalz | Mamadee feat. Gentleman Sandy    | Lass los Unexpected                | 10    |

## Bundesvision Song Contest 2006
Arrangörsplats:  Rittal-Arena, Wetzlar, Hessen, 9 februari 2006
| Placering | Representerat Förbundsland | Deltagare      | Melodi              | Poäng |
| --------- | -------------------------- | -------------- | ------------------- | ----- |
| 1         | Berlin                     | Seeed          | Ding                | 151   |
| 2         | Bremen                     | Revolverheld   | Freunde bleiben     | 136   |
| 3         | Thüringen                  | In Extremo     | Liam                | 134   |
| 4         | Hessen                     | Nadja Benaissa | Ich hab dich        | 104   |
| 5         | Hamburg                    | OleSoul        | Hamburg & Cologne   | 70    |
| 6         | Niedersachsen              | Marlon         | Was immer du willst | 59    |
| 7         | Bayern                     | TipTop         | TipTop              | 53    |
| 8         | Mecklenburg-Vorpommern     | Pyranja        | Nie wieder          | 50    |
| 9         | Baden-Württemberg          | Massive Töne   | Mein Job            | 47    |
| 10        | Brandenburg                | Diane Weigmann | Hast du kurz Zeit?  | 35    |
| 11        | Schleswig-Holstein         | TempEau        | Schöner Tag         | 26    |
| 12        | Rheinland-Pfalz            | 200 Sachen     | Sekt zum Frühstück  | 18    |
| 13        | Saarland                   | Reminder       | Augen zu (und rein) | 17    |
| 14        | Sachsen-Anhalt             | Toni Kater     | Liebe ist           | 12    |
| 15        | Sachsen                    | Die Raketen    | Popsong             | 10    |
| 16        | Nordrhein-Westfalen        | AK4711         | Kein schönerer Land | 6     |

## Bundesvision Song Contest 2007
Arrangörsplats:  Tempodrom, Berlin, 9 februari 2007
| Placering | Representerat Förbundsland     | Deltagare                          | Melodi                | Poäng |
| --------- | ------------------------------ | ---------------------------------- | --------------------- | ----- |
| 1         | Niedersachsen                  | Oomph! feat. Marta Jandová         | Träumst du            | 147   |
| 2         | Hamburg                        | Jan Delay                          | Feuer                 | 138   |
| 3         | Schleswig-Holstein             | Kim Frank                          | Lara                  | 101   |
| 4         | Berlin                         | MIA.                               | Zirkus                | 96    |
| 5         | Nordrhein-Westfalen            | Pohlmann                           | Mädchen und Rabauken  | 95    |
| 6         | Thüringen                      | Northern Lite feat. Chapeau Claque | Enemy                 | 88    |
| 7         | Hessen                         | D-Flame                            | Mom Song              | 67    |
| 8         | Sachsen-Anhalt                 | Jenna+Ron                          | Jung und willig       | 56    |
| 9         | Bayern                         | Anajo feat. Suzie Kerstgens        | Wenn du nur wüsstest  | 33    |
| 10        | Baden-Württemberg              | Tele                               | Mario                 | 23    |
| 11        | Bremen                         | Lea Finn                           | Ich weiß und du weißt | 20    |
| 12        | Saarland                       | B-Stinged Butterfly                | Liebe                 | 17    |
| 13        | Mecklenburg-Vorpommern Sachsen | Melotron Manja                     | Das Herz Es ist Liebe | 13    |
| 15        | Brandenburg                    | Beatplanet                         | Dreh dich um und geh  | 11    |
| 16        | Rheinland-Pfalz                | Kalle feat. M.A.R.S. Allstars      | Aber Nice             | 10    |

## Bundesvision Song Contest 2008
Arrangörsplats:  TUI Arena, Hannover, Niedersachsen
| Placering | Representerat Förbundsland | Deltagare                       | Melodi              | Poäng |
| --------- | -------------------------- | ------------------------------- | ------------------- | ----- |
| 1         | Brandenburg                | Subway to Sally                 | Auf Kiel            | 147   |
| 2         | Thüringen                  | Clueso                          | Keinen Zentimeter   | 146   |
| 3         | Sachsen-Anhalt             | Down Below                      | Sand in meiner Hand | 96    |
| 4         | Niedersachsen              | Madsen                          | Nachtbaden          | 94    |
| 5         | Mecklenburg-Vorpommern     | Jennifer Rostock                | Kopf oder Zahl      | 79    |
| 6         | Schleswig-Holstein         | Panik                           | Was würdest du tun? | 75    |
| 7         | Berlin                     | Culcha Candela                  | Chica               | 66    |
| 8         | Hessen                     | Rapsoul                         | König der Welt      | 51    |
| 9         | Baden-Württemberg          | Laith Al-Deen                   | Du                  | 46    |
| 10        | Bayern                     | Sportfreunde Stiller            | Antinazibund        | 32    |
| 11        | Bremen                     | paulsrekorder                   | Anna                | 20    |
| 12        | Hamburg                    | Das Bo                          | Ohne Bo             | 19    |
| 13        | Rheinland-Pfalz            | Peilomat                        | Jenny               | 17    |
| 14        | Nordrhein-Westfalen        | Sisters                         | Unite               | 16    |
| 15        | Sachsen                    | Far East Band feat. Dean Dawson | Unfassbar           | 12    |
| 15        | Saarland                   | Casino Zero                     | Gib mir einen Blick | 12    |

## Total ranking
| Placering | Representerat Förbundsland | Poäng | Segrar |
| --------- | -------------------------- | ----- | ------ |
| 1         | Thüringen                  | 431   | 0      |
| 2         | Berlin                     | 426   | 1      |
| 3         | Niedersachsen              | 385   | 1      |
| 4         | Hessen                     | 381   | 1      |
| 5         | Schleswig-Holstein         | 332   | 0      |
| 6         | Hamburg                    | 271   | 0      |
| 7         | Brandenburg                | 247   | 1      |
| 8         | Bremen                     | 207   | 0      |
| 9         | Baden-Württemberg          | 193   | 0      |
| 10        | Sachsen-Anhalt             | 179   | 0      |
| 11        | Mecklenburg-Vorpommern     | 154   | 0      |
| 12        | Bayern                     | 135   | 0      |
| 13        | Nordrhein-Westfalen        | 127   | 0      |
| 14        | Sachsen                    | 106   | 0      |
| 15        | Saarland                   | 83    | 0      |
| 16        | Rheinland-Pfalz            | 55    | 0      |

## Värdorter
3 gång
- Berlin (2007, 2009, 2011)

1 gång
- Nordrhein-Westfalen (2010)
- Hannover (2008)
- Oberhausen (2005)
- Wetzlar (2006)